# Rhombodera keiana
Rhombodera keiana es una especie de mantis de la familia Mantidae.

## Distribución geográfica
Se encuentra en islas Kai.